# Erich-Gutenberg-Berufskolleg Köln
Das Erich-Gutenberg-Berufskolleg (EGB) in Köln ist ein Berufskolleg mit dem Schwerpunkt Wirtschaft und Verwaltung. Namensgeber ist Erich Gutenberg.

## Geschichte und Schulprofil
Das EGB wurde aufgrund des in den sechziger Jahren stark wachsenden Ausbildungsbedarfs als zweite kaufmännische „Berufs- und Handelsschule“ im rechtsrheinischen Köln 1965 an fünf Standorten gegründet. Im Gründungsschuljahr hatte die Schule fast 2000 Schüler.
Mit dem Einzug in ein neues Schulgebäude am 1. August 1969 erhielten die 2150 Schüler moderne Räumlichkeiten, die mit der neuesten Technik ausgestattet waren.
Heute wird an zwei Standorten unterrichtet: Am Hauptstandort in Köln-Buchheim sowie einer Nebenstelle in Köln-Stammheim.
Die Vermittlung einer  Handlungskompetenz ist das alle Bildungsgänge verbindende übergeordnete Ziel des EGB. Im Vordergrund steht dabei die Förderung eines lebensbegleitenden Lernens durch  berufliche Bildung mit individuellen Schwerpunktsetzungen.

## Bildungsangebot
Teilzeitschulische Bildungsgänge/Berufsschule
- Kaufmann/Kauffrau im E-Commerce
- Kaufmann/Kauffrau für Büromanagement
- EGB Hauptgebäude Modemannstraße 25, 51065 KölnSteuerfachangestellte[5]

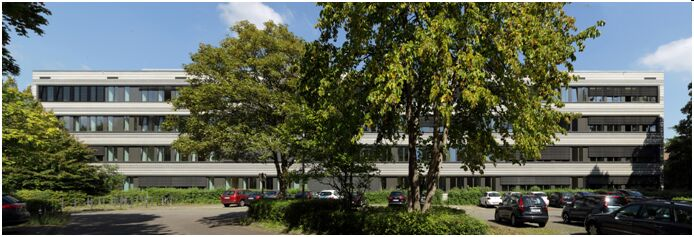
EGB Hauptgebäude Modemannstraße 25, 51065 Köln

- IT-Systemkaufleute und Informatikkaufleute
- Wirtschaftsfachschule: Weiterbildung zur/m staatlich geprüften Betriebswirtin/zum staatlich geprüften Betriebswirt

Vollzeitschulische Bildungsgänge
- Internationale Förderklassen
- Klassen für Schüler/-innen ohne Berufsausbildungsverhältnis (KSoB)
- Berufsfachschule (Handelsschule)
- Höhere Handelsschule
- Fachoberschule
- Wirtschaftsgymnasium

## Auszeichnung
Anlässlich der Bildungskonferenz 2018 in Berlin hat der Digitalverband Bitkom das Erich-Gutenberg-Berufskolleg aus Köln als „Smart School“ prämiert.
2022 verlieh die BDA dem EGB den Arbeitgeberpreis in der Kategorie berufliche Bildung.